# U 49 (U-Boot, 1916)
U 49 war ein dieselelektrisches U-Boot der deutschen Kaiserlichen Marine, das im Ersten Weltkrieg zum Einsatz kam.

## Einsätze
U 49 lief am 26. November 1915 bei der Kaiserlichen Werft in Danzig vom Stapel und wurde am 31. Mai 1916 in Dienst gestellt. Der erste und einzige Kommandant des U-Bootes war Kapitänleutnant Richard Hartmann, welcher beim Untergang von U 49 umkam.
U 49 führte während des Ersten Weltkriegs sechs Feindfahrten im östlichen Nordatlantik durch. Dabei wurden insgesamt 38 Handelsschiffe der Entente und neutraler Staaten mit einer Gesamttonnage von 86.433 BRT versenkt.
Auf seinem letzten Einsatz sollte U 49 ein Seekabel westlich der Doggerbank zerstören. Es stellte sich jedoch heraus, dass die Trennvorrichtung zum Zerschneiden des Kabels defekt war. Kapitänleutnant Hartmann entschied sich daher für die Weiterfahrt zum Handelskrieg in den Atlantik. Dabei konnte am 11. September 1917 der britische Dampfer Vienna etwa 340 Meilen westlich von Ouessant (Frankreich) versenkt werden.

## Verbleib
Am Abend des 11. September 1917 traf U 49 im Nordostatlantik auf den bewaffneten Frachter British Transport. Es kam zu einem Artillerieduell, bis das deutsche U-Boot abtauchte. Bei Einbruch der Nacht sichtete das britische Schiff die Spuren zweier Torpedos, denen es jedoch ausweichen konnte. Auch das Fahrwasser des U-Bootes zeichnete sich als phosphoreszierender Streifen auf der Meeresoberfläche ab, an deren Ende das U-Boot wie ein Schatten erkennbar war. Gemäß einer Anweisung an britische Handelskapitäne rammte die British Transport das U-Boot mit äußerster Kraft voraus. U 49 verlor an Fahrt und begann, über das Heck zu sinken. Als die U-Boot-Besatzung aussteigen wollte, gelang den Briten ein Granattreffer in das Innere des U-Bootes. Daraufhin sank U 49 rasch. Alle Besatzungsmitglieder kamen ums Leben. Der Untergang ereignete sich etwa auf folgender Position westlich der Biskaya: 46° 17′ N, 14° 42′ W.